# Rhombosolea tapirina
Rhombosolea tapirina är en fiskart som beskrevs av Günther 1862. Rhombosolea tapirina ingår i släktet Rhombosolea och familjen flundrefiskar. Inga underarter finns listade i Catalogue of Life.